# Xã Washington, Quận Noble, Indiana
Xã Washington (tiếng Anh: Washington Township) là một xã thuộc quận Noble, tiểu bang Indiana, Hoa Kỳ. Năm 2010, dân số của xã này là 1.200 người.